# Nikias I (Töpfer)
Nikias (altgriechisch Νικίας) war ein attischer Töpfer aus Athen. Von ihm ist nur eine frühe signierte Panathenäische Preisamphore bekannt, die in den Zeitraum um 560–550 v. Chr. datiert wird. Sie befindet sich heute im Metropolitan Museum of Art in New York, Inventarnummer 1978.11.13. Der Maler dieser Vase ist unbekannt, ihm kann noch ein weiteres Fragment einer Panathenäischen Preisamphora in Athen, Akropolis 1043, zugeschrieben werden. 